# Maira flagellata
Maira flagellata là một loài ruồi trong họ Asilidae. Maira flagellata được Walker miêu tả năm 1861. Loài này phân bố ở miền Australasia.